# Kuno von Auer
Kuno Thassilo von Auer (* 28. Juli 1818 in Königsberg; † 24. Dezember 1895 ebenda) war ein preußischer Generalmajor.

## Leben

### Herkunft
Kuno entstammte dem preußischen Ast der Linie Goldschmiede des Adelsgeschlechts von Auer. Er war der Sohn des späteren preußischen Generalmajors Kasimir von Auer (1788–1837) und dessen Ehefrau Friederike, geborene von Kleist (1792–1876).

### Militärkarriere
Auer besuchte das Gymnasium seiner Heimatstadt und trat am 1. September 1835 als Musketier in das 3. Infanterie-Regiment der Preußischen Armee ein. 1855 wurde er Hauptmann und im Jahr darauf Adjutant beim Chef des Generalstabes. Auer machte 1864 den Feldzug gegen Dänemark mit und wurde am 18. April 1865 als Oberstleutnant Kommandeur des I. Bataillons des 1. Posenschen Infanterie-Regiments Nr. 18. Im Krieg gegen Österreich kämpfte Auer bei Gitschin und Königgrätz. Nach Kriegsende wurde Auer am 31. Dezember 1866 mit Patent vom 30. Oktober 1866 zum Oberst befördert und mit diesem Datum zum Kommandeur des Grenadier-Regiments Nr. 1 ernannt. 1868 in das Kriegsministerium versetzt, wurde Auer am 18. August 1868 mit Pension zur Disposition gestellt, um das Majorat Goldschmiede im Kreis Samland zu bewirtschaften.
Bei der Mobilmachung anlässlich des Deutsch-Französischen Krieges wurde Auer am 18. Juli 1870 zum Kommandeur der stellvertretenden 1. Infanterie-Brigade ernannt. Von dieser Stellung wurde er am 27. Juli 1871 unter Verleihung des Roten Adlerordens III. Klasse mit Schleife entbunden. Auer erhielt am 10. Februar 1872 den Charakter als Generalmajor und in Würdigung seiner langjährigen Verdienste am 9. September 1879 den Kronen-Orden II. Klasse mit Stern und Schwertern sowie am 17. September 1887 das Kreuz der Komture des Königlichen Hausordens von Hohenzollern.
Als Mitglied der Konservativen Partei nahm er an der Politik Anteil. Er engagierte sich in der Altertumsgesellschaft Prussia und war viele Jahre Obervorsteher der Königshalle.
Als Gutsherr war Auer der 6. Fideikommissherr des Gutes Goldschmiede mit Nebenbesitz in Unt.-Altkehnen, Ostpreußen, Kreis Fischhausen, seit dem 17. Jahrhundert in Familienbesitz, seit dem 18. Jahrhundert Familienfideikommiss; heute Dimitrowo (Kaliningrad, Zentralrajon).

### Familie
Auer war seit dem 7. November 1849 mit Charlotte von Plocki aus dem Hause Scharnigk (1831–1907) verheiratet. Sie war die Tochter von Franz Felix Kajetan von Plocki (1795–1884) und dessen erster Frau Charlotte Philippine Maria von Hatten (1801–1831). Das Paar hatte folgende Kinder:
- Maria (1851–1927) ⚭ 1874 Franz von Porembsky (1841–1907), preußischer Generalleutnant
- Georg (1855–1903), 7. Fideikommissherr auf Goldschmiede, ⚭ 1884 Gertrude von Kalkstein (1854–1918); ihr Sohn Christoph (* 1887) wurde Erbe, 9. u. letzter Fideikommissherr von Goldschmiede
- Dietrich (1860–1923), Hauptmann im 3. Ostasiatischen Infanterie-Regiment, starb als Major, war um 1910 Gouverneur der Ritterakademie (Liegnitz)
- Wilhelm (1864–1918), preußischer Generalmajor, Kommandeur der 103. Infanterie-Division ⚭ Anna von Werder (1869–1938)